# Miroslav Maurer
Miroslav Maurer (* 7. August 1951; † 27. Januar 2012 in Český Brod) war ein tschechischer Fußballschiedsrichter.

## Karriere
Maurer leitete und assistierte seit den 1980er Jahren über 100 Spiele der 1. fotbalová liga. In den 1990er Jahren gehörte er zu den besten Schiedsrichtern der Tschechoslowakei und pfiff unter anderem das Derby zwischen Sparta Prag und Slavia Prag. Zu dieser Zeit wurde er auch in die Liste der FIFA-Schiedsrichter aufgenommen.
Internationale Einsätze hatte er als Schiedsrichterassistent. So stand er während der Qualifikationsspiele zur Fußball-Europameisterschaft 1996 bei den Spielen Portugal-Liechtenstein (1994) und Schottland-San Marino (1995) an der Linie.
Nach seiner Laufbahn als Erstligaschiedsrichter wirkte Maurer als Delegierter des Schiedsrichterausschusses des ČMFS. Er engagierte sich zunehmend auch im Futsal, wo er dem Unterausschuss Schiedsrichter angehörte und als Sekretär der FAČR tätig war. Daneben blieb er weiterhin als Schiedsrichter bei unterklassigen Spielen aktiv.
In seiner Heimatstadt Kladno pfiff Maurer zuletzt beim Weihnachtsturnier 2011 auf den BIOSce und letztlich am 26. Dezember beim Hallenturnier von Doksy.

## Tod
Ende Dezember 2011 begab sich Maurer wegen gesundheitlicher Beschwerden in ärztliche Behandlung und wurde ins Zentrale Militärkrankenhaus in Prag überwiesen und wurde erfolgreich operiert. Im Januar 2012 verlor er wegen Spätkomplikationen das Bewusstsein und musste ins Komazentrum Český Brod überführt werden, in dem er schließlich starb.